# Karel Minář
Karel Minář (11. ledna 1901 Kroměříž – 5. listopadu 1973 Praha) byl český malíř, grafik, ilustrátor, sochař a profesor AVU v Praze.

## Život
Narodil se v Kroměříži do rodiny hodináře Antonína Mináře a jeho ženy Anny, rozené Kolíbalové. Po absolvování základního a středního vzdělání studoval v letech 1918–1926 na Akademii výtvarných umění v Praze u prof. M. Pirnera, V. Bukovace a J. Obrovského. V letech 1932–1933 absolvoval studijní pobyty v Itálii a Holandsku.
Od roku 1939 působil na pražské malířské akademii, zprvu jako pedagog a v letech 1945–1958 již jako řádný profesor. K jeho žákům patřili např. Mikuláš Medek, Milan Zezula, Oldřich Oplt, Vladimír Komárek a mnoho dalších. V době nacistické okupace se zapojil do odboje v Obraně národa, organizoval odboj na Hodonínsku a následně byl tři roky vězněn. Za posměšné karikatury „gestapáků“ byl dokonce souzen za velezradu a hrozil mu trest smrti.
Karel Minář maloval portréty, krajiny, akty, často ztvárňoval koně a lidové a městské náměty. Žádané a úspěšné byly rovněž jeho mozaiky. Věnoval se také grafice, sochařství či dřevorytu, ale i plakátové a nástěnné tvorbě. Námětově čerpal ze života na Moravském Slovácku a na Podkarpatské Rusi. Jeho mozaika zobrazující odpočinek Rudé armády se dodnes nachází před budovou magistrátu ve slovenském Popradu.

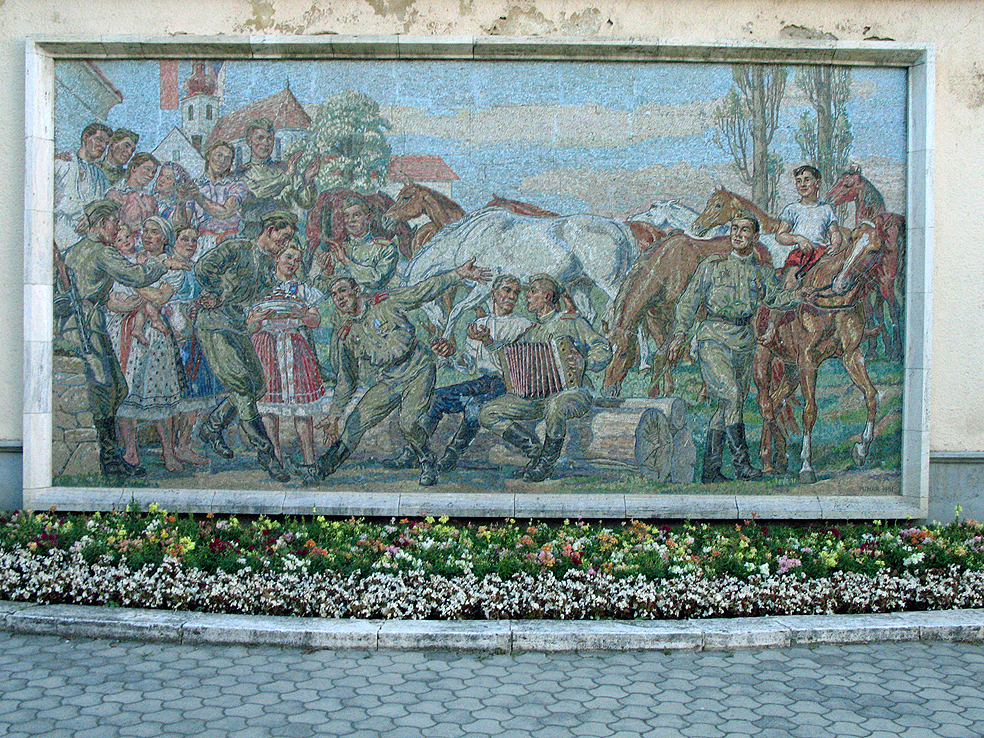
Exteriérová mozaika v Popradě od ak. mal. Karla Mináře

Byl dlouholetým členem Jednoty umělců výtvarných v Praze, SČUG Hollar a SVUM v Hodoníně. Zemřel v Praze koncem roku 1973.
V roce 2001 byla na jeho rodném domě v Jánské ulici v Kroměříži umístěna pamětní deska.

## Výstavy

### Autorské
- 1948 – Karel Minář, Kroměříž
- 1979 – Karel Minář: Obrazy, Jičín
- 1981 – Karel Minář 1901–1973: Výběr z díla, Staroměstská radnice, Praha
- 1982 – Karel Minář: Výběr z díla, Muzeum Kroměřížska, Kroměříž
- 1989 – Karel Minář: Akvarely, Středočeská galerie, Praha
- 2005 – Karel Minář: Výběr z životního díla, Galerie PRE, Praha
- 2006 – Karel Minář: Výběr z díla, Muzeum Kroměřížska, Kroměříž

### Kolektivní (výběr)
- 1928 – Akademie výtvarných umění v Praze – Výstava soudobé kultury československé v Brně 1928, Brněnské výstaviště, Brno
- 1936 – Tanec v československém umění výtvarném a ve fotografii, Mánes, Praha
  - I. jarní Zlínský salon, Zlín
- 1938 – III. Zlínský salon, Studijní ústav, Zlín
- 1939 – Národ svým výtvarným umělcům, Praha
- 1940 – Jednota umělců výtvarných: 111. řádná členská podzimní výstava Náš venkov, Dům Jednoty umělců výtvarných, Praha
- 1940–1941 – Národ svým výtvarným umělcům, Praha
- 1943 – Umělci národu 1943, Praha
- 1949 – Československý lid a jeho kraj v životě, práci a zápasu, Gottwaldov
  - Československý lid a jeho kraj v životě, práci a zápasu, Jízdárna Pražského hradu, Praha
  - Tjeckoslovakisk konst, Liljevalchs Konsthall, Stockholm
- 1952 – Umělecké sklo, Uměleckoprůmyslové museum, Praha
  - Umělecké sklo, Uměleckoprůmyslové muzeum, Brno
- 1954 – Výstava soutěžních prací na výzdobu muzea, Museum Klementa Gottwalda, Praha 1
- 1956 – Výstava Grekovova studia Sovětské armády a československých výtvarných umělců, Jízdárna Pražského hradu, Praha
- 1968 – Tsjechoslowaakse grafici, Museum Meermanno-Westreenianum, Museum van het Boek, Haag
- 1978 – Zdeněk Nejedlý a výtvarné umění, Východočeská galerie, Pardubice

## Zastoupení ve sbírkách
- Galerie Středočeského kraje
- Galerie výtvarného umění v Ostravě
- Severočeská galerie výtvarného umění v Litoměřicích
- Galerie umění Karlovy Vary
- Krajská galerie výtvarného umění ve Zlíně
- Galerie výtvarného umění v Náchodě
- Památník národního písemnictví
- Západočeská galerie v Plzni
- Muzeum umění Olomouc